# Kim Le Quang
Kim Le Quang (12 juni 1971) is een Belgische schaker en FIDE trainer. Hij is sinds 1995 een FIDE Meester (FM). 
In 2014 werd hij met 3 pt. uit 9 tiende op het toernooi om het kampioenschap van België, gehouden in Charleroi.

## Referentie
1. ↑  ch-BEL 2014, www.365chess.com. Gearchiveerd op 21 augustus 2021.